# Cúp quốc gia Scotland 1971–72
 Cúp quốc gia Scotland 1971–72 là mùa giải thứ 87 của giải đấu bóng đá loại trực tiếp uy tín nhất Scotland. Chức vô địch thuộc về Celtic khi đánh bại Hibernian trong trận Chung kết.

## Vòng Một
| Đội nhà               | Tỉ số | Đội khách          |
| --------------------- | ----- | ------------------ |
| Burntisland Shipyard  | 2 – 0 | Coldstream         |
| Elgin City            | 2 – 0 | Stenhousemuir      |
| Gala Fairydean        | 1 – 5 | Queen of the South |
| Queen’s Park          | 2 – 1 | East Stirlingshire |
| St Cuthbert Wanderers | 0 – 3 | Brechin City       |

## Vòng Hai
| Đội nhà              | Tỉ số | Đội khách            |
| -------------------- | ----- | -------------------- |
| Albion Rovers        | 3 – 2 | Queen’s Park         |
| Burntisland Shipyard | 1 – 4 | Elgin City           |
| Forfar Athletic      | 2 – 2 | Stranraer            |
| Huntly               | 0 – 2 | Hamilton Academical  |
| Inverness Thistle    | 3 – 4 | Inverness Caledonian |
| Queen of the South   | 0 – 0 | Berwick Rangers      |
| Raith Rovers         | 2 – 1 | Brechin City         |
| Stirling Albion      | 1 – 2 | Alloa Athletic       |

### Đấu lại
| Đội nhà         | Tỉ số | Đội khách          |
| --------------- | ----- | ------------------ |
| Stranraer       | 1 – 2 | Forfar Athletic    |
| Berwick Rangers | 0 – 1 | Queen of the South |

## Vòng Ba
| Đội nhà         | Tỉ số | Đội khách            |
| --------------- | ----- | -------------------- |
| Dundee          | 3 – 0 | Queen of the South   |
| Arbroath        | 1 – 3 | Airdrieonians        |
| Celtic          | 5 – 0 | Albion Rovers        |
| Clyde           | 0 – 1 | Ayr United           |
| Clydebank       | 1 – 1 | East Fife            |
| Dumbarton       | 3 – 1 | Hamilton Academical  |
| Dundee United   | 0 – 4 | Aberdeen             |
| Elgin City      | 3 – 1 | Inverness Caledonian |
| Falkirk         | 2 – 2 | Rangers              |
| Forfar Athletic | 0 – 1 | St Mirren            |
| Hearts          | 2 – 0 | St Johnstone         |
| Kilmarnock      | 5 – 1 | Alloa Athletic       |
| Greenock Morton | 1 – 0 | Cowdenbeath          |
| Motherwell      | 2 – 0 | Montrose             |
| Partick Thistle | 0 – 2 | Hibernian            |
| Raith Rovers    | 2 – 0 | Dunfermline Athletic |

### Đấu lại
| Đội nhà   | Tỉ số | Đội khách |
| --------- | ----- | --------- |
| East Fife | 0 – 1 | Clydebank |
| Rangers   | 2 – 0 | Falkirk   |

## Vòng Bốn
| Đội nhà    | Tỉ số | Đội khách       |
| ---------- | ----- | --------------- |
| Aberdeen   | 1 – 0 | Greenock Morton |
| Ayr United | 0 – 0 | Motherwell      |
| Celtic     | 4 – 0 | Dundee          |
| Dumbarton  | 0 – 3 | Raith Rovers    |
| Elgin City | 1 – 4 | Kilmarnock      |
| Hearts     | 4 – 0 | Clydebank       |
| Hibernian  | 2 – 0 | Airdrieonians   |
| St Mirren  | 1 – 4 | Rangers         |

### Đấu lại
| Đội nhà    | Tỉ số | Đội khách  |
| ---------- | ----- | ---------- |
| Motherwell | 2 – 1 | Ayr United |

## Tứ kết
| Đội nhà      | Tỉ số | Đội khách  |
| ------------ | ----- | ---------- |
| Celtic       | 1 – 1 | Hearts     |
| Hibernian    | 2 – 0 | Aberdeen   |
| Motherwell   | 2 – 2 | Rangers    |
| Raith Rovers | 1 – 3 | Kilmarnock |

### Đấu lại
| Đội nhà | Tỉ số | Đội khách  |
| ------- | ----- | ---------- |
| Hearts  | 0 – 1 | Celtic     |
| Rangers | 4 – 2 | Motherwell |

## Bán kết
| Celtic | 3 – 1 | Kilmarnock |
| ------ | ----- | ---------- |
|        |       |            |

| Hibernian | 1 – 1 | Rangers |
| --------- | ----- | ------- |
|           |       |         |

### Đấu lại
| Hibernian | 2 – 0 | Rangers |
| --------- | ----- | ------- |
|           |       |         |

## Chung kết
| Celtic                                       | 6 – 1           | Hibernian   |
| -------------------------------------------- | --------------- | ----------- |
| Dixie Deans (3) Lou Macari (2) Billy McNeill | Report (page 4) | Alan Gordon |

### Đội bóng
| CELTIC:                |  |                 |
|                        |  |                 |
| GK                     |  | Evan Williams   |
| DF                     |  | Jim Craig       |
| DF                     |  | Billy McNeill   |
| DF                     |  | George Connelly |
| DF                     |  | Jim Brogan      |
| MF                     |  | Jimmy Johnstone |
| MF                     |  | Kenny Dalglish  |
| MF                     |  | Bobby Murdoch   |
| MF                     |  | Tommy Callaghan |
| FW                     |  | Lou Macari      |
| FW                     |  | Dixie Deans     |
| ’‘‘Thay người:’’’      |  |                 |
| ?                      |  |                 |
| ’‘‘Huấn luyện viên:’’’ |  |                 |
| Jock Stein             |  |                 |

| HIBERNIAN:             |  |                 |  |    |
|                        |  |                 |  |    |
| GK                     |  | Jim Herriot     |  |    |
| DF                     |  | John Brownlie   |  |    |
| DF                     |  | Jim Black       |  |    |
| DF                     |  | John Blackley   |  |    |
| DF                     |  | Erich Schaedler |  |    |
| MF                     |  | Alex Edwards    |  |    |
| MF                     |  | Pat Stanton     |  |    |
| MF                     |  | John Hazel      |  |    |
| MF                     |  | Arthur Duncan   |  | ?' |
| FW                     |  | Jimmy O'Rourke  |  |    |
| FW                     |  | Alan Gordon     |  |    |
| ’‘‘Thay người:’’’      |  |                 |  |    |
| MF                     |  | Bertie Auld     |  | ?' |
| ’‘‘Huấn luyện viên:’’’ |  |                 |  |    |
| Eddie Turnbull         |  |                 |  |    |